# Вайолет Майерс
Вайолет Майерс (англ. Violet Myers; род. 24 февраля 1997, Лос-Анджелес, Лос-Анджелес, Калифорния, США) — американская порноактриса, эротическая модель и вебкам-модель.

## Биография
Родилась в Лос-Анджелесе в феврале 1997 года в семье с мексиканскими, турецкими и пакистанскими корнями. Она два года училась в университете, специализируясь на клинической психологии, отчасти из-за давнего «увлечения» серийными убийцами. «Я любила настоящие преступления и хотел проникнуть в мозг этих людей, а занятие клинической психологией было больше похоже на диагностику и помощь людям» — прокомментировала она.
Именно в этот период она начала выполнять свою первую работу в качестве вебкам-модели, участвуя на Chaturbate с парнем, с которым познакомилась в университете в ноябре 2017 года, когда ей был 21 год. К весне 2018 года она начала появляться одна перед камерой по понедельникам, средам и пятницам по два-три часа в день. Она дебютировала как порноактриса летом того же года, после того как её обнаружил агент Брайан Берк, основатель модельного агентства. Она переехала во Флориду, чтобы снять свои первые сцены, и вернулась в Калифорнию в 2019 году.
Как актриса, она работала с такими студиями, как Naughty America, Vixen, Tushy, Blacked, Slayed, Deeper, Reality Kings, ManyVids, Girlfriends Films, Devil's Film, Jules Jordan Video, Brazzers, Elegant Angel, Girlsway, Evil Angel, Twistys или Mofos, а также другими.
В январе 2019 года она снялась в своем межрасовом дебюте для сайта DickDrainers.com в сцене «College Student Earns Cash & Black Dick» вместе с режиссёром и исполнителем Брэнденом Ричардсом. В ноябре 2021 года она снялась в своей первой сцене анального секса для студии Tushy в фильме «Dressing Up», записанном вместе с актером Миком Блу.
Помимо актерской карьеры, работая веб-моделью, она набрала более миллиона лайков на своем профиле Onlyfans, а также около 80 000 подписчиков на платформе Twitch. Она также общается со своей аудиторией через свой канал на YouTube, на котором более 350 000 подписчиков, где она загружает видео с интервью, видеоблоги о своей повседневной жизни и личной жизни, о видеоиграх, разговоры об аниме или манге. Её первое видео датируется июлем 2019 года, это был видеоблог о ее поездке на Anime Expo.
В 2020 году она получила свою первую номинацию на XBIZ Award в категории Лучшая новая старлетка. Три года спустя за свою работу в сцене «High Gear» в «Blacked Raw V56» она выиграла AVN Awards за «Лучшую сцену группового секса» и XBIZ Award за «Лучшую сцену секса в короткометражном фильме». Аналогичным образом, в 2023 году она также получила номинации на AVN Awards за «Лучшую сцену лесбийского секса» за «Boss», вместе с Вики Чейз, и «Кроссовер-звезде года» на XBIZ.
Как актриса она снялась в более чем 260 фильмах.

## Награды и номинации
| Год  | Награда           | Результат | Категория                                               | Работа |
| ---- | ----------------- | --------- | ------------------------------------------------------- | --- |
| 2020 | XMA Award         | Номинация | Лучшая новая старлетка                                  | н/д |
| 2020 | Spank Bank Awards | Номинация | Глорихол Гуру года                                      | н/д |
| 2020 | Spank Bank Awards | Номинация | Самая сладострастная лисица                             | н/д |
| 2021 | Premios Fleshbot  | Номинация | Лучшая оральная сцена                                   | Angela and Violet Gag On a Big One |
| 2023 | AVN Awards        | Победа    | Лучшая сцена секса вчетвером/оргии                      | Blacked Raw V56 (вместе с Вики Чейз, Ванна Бардо, Айзеей Максвеллом, Антоном Харденом, Брикзиллой, Вик Мари, Гарландом, Джеем Хефнером, Джейми Ноксом, Джонатаном Джорданом, Джоном Леджендари, Задди, Николь Доси, Ричардом Манном, Саванной Бонд, Стретчем и Тироном Лавом) |
| 2023 | AVN Awards        | Номинация | Лучшая сцена лесбийского секса                          | Boss (вместе с Вики Чейз) |
| 2023 | XMA Award         | Номинация | Кроссовер-звезда года                                   | н/д |
| 2023 | XMA Award         | Победа    | Лучшая сцена секса в короткометражном фильме            | Blacked Raw V56 |
| 2024 | AVN Awards        | Номинация | Мейнстримное предприятие года                           | н/д |
| 2024 | AVN Awards        | Победа    | Лучшая сцена парного секса                              | She Ruined Me (вместе с Крисом Даймонд) |
| 2024 | XMA Award         | Номинация | Лучшая исполнительница года                             | н/д |
| 2024 | XMA Award         | Победа    | Кроссовер-звезда года                                   | н/д |
| 2024 | XMA Award         | Номинация | Лучшая сексуальная сцена - первое выступление в карьере | Dressing Up (вместе с Миком Блу) |
| 2024 | XMA Award         | Номинация | Лучшая сексуальная сцена - первое выступление в карьере | Good Vibes (вместе с Олвером Флинном и Алексом Джонесом) |
| 2025 | AVN Awards        | Номинация | Лучшая гэнгбэнг-сцена                                   | Level Up 2 |
| 2025 | AVN Awards        | Номинация | Лучшая сцена секса от первого лица                      | Big Booty Baddie Violet Myers Cum Countdown |
| 2025 | XMA Award         | Номинация | Лучшая сцена секса — гонзо                              | Violet Myers Gets Oiled Up and Fucked by a Massive Cock |
| 2025 | XMA Award         | Номинация | Лучшая сексуальная сцена - первое выступление в карьере | Lowrider (вместе с Олвером Флинном и Алексом Джонесом) |
| 2025 | XMA Award         | Победа    | Кроссовер-звезда года                                   | н/д |